# پوماین

پوماین شهری در شهرستان فارا در استان باله در بورکینافاسوی جنوبی است و جمعیت آن ۱۴۶۹ نفر است.